# ベトナム南北高速鉄道計画
ベトナム南北高速鉄道計画（ベトナムなんぼくこうそくてつどうけいかく ベトナム語：Dự án Đường sắt cao tốc Bắc Nam / 預案塘鐵高速北南?）はベトナムのハノイ - ホーチミン間の高速鉄道建設計画。

## 概要
ベトナム鉄道総公社は2007年5月2日、中華人民共和国との国際列車運行が予定されているパンアジア鉄道建設に絡んで、ベトナムの鉄道のスピードアップを図るためにハノイ（河内）からホーチミン（胡志明）を結ぶ高速鉄道建設計画があることを発表した。計画では日本の政府開発援助（ODA）が投入される。
ベトナム鉄道総公社が政府に提出した報告書によれば、高速鉄道は既存の在来線である統一鉄道（ベトナム鉄道南北線）と分離、新規敷設が提案されている。複線、レール幅は1,435ミリの標準軌、総投資額は330億米ドルと見込まれ、設計上の最高速度は300キロ。現在、29時間程度を要するハノイ～ホーチミン間が10時間程度で結ばれるようになる。また、計画によれば建設中のパンアジア鉄道とも接続する。パンアジア鉄道は、雲南省昆明を経由してベトナム鉄道との乗り入れが行われる予定。
2009年12月11日、11月にベトナムのグエン・タン・ズン首相が来日して鳩山由紀夫首相と会談した際、日本の新幹線方式の導入を検討している、と伝えていた事が明らかになった。2010年5月20日開会のベトナム国会にて、高速鉄道計画について審議されたが、同年6月16日に計画案は否決された。2011年の国会には、計画が修正のうえ、再提出される見込みであった。
しかしベトナム鉄道総公社は2013年3月、費用のかかる時速300キロメートルの高速鉄道建設計画を中止して、従来鉄道路線の整備により時速200キロメートル以下の準高速鉄道化を行う案を発表した。建設費用がかかりすぎることに加えて、パンアジア鉄道との高速鉄道の連結によって中国の影響が強くなることを警戒したものである。
2016年10月、チン・ディン・ズン副首相は2010年に国会で否決された南北高速鉄道建設計画を練り直すよう交通運輸省に対して指示し、2018年12月、ベトナム鉄道総公社傘下の鉄道プロジェクト管理委員会は、南北高速鉄道建設計画の予備事業化調査報告書を交通運輸省に提出した。

## ルート
2018年に提出した報告書では、全長1559キロメートルで、20省・市を通過する。全線の60％が高架区間、30％は地上区間、10％はトンネル区間の予定である。24駅（3駅追加する可能性あり）と5つの車両基地を設置する。

## 建設時期
2018年に提出した報告書では、2期に分けて建設される。第1期(2020 - 2030年)は、ハノイ - ヴィン(ゲアン省)間とニャチャン(カインホア省) - ホーチミン間、第2期は、(2030 - 2045年)にヴィン - ニャチャン間を建設する。第2期のうちヴィン - ダナン間は2040年まで、ダナン～ニャチャン間は2045年までに完成する計画である。